# Fiordaliso (azienda)
Fiordaliso (per un periodo chiamata anche Nuova Fiordaliso) è una casa editrice italiana con sede a Roma.
La Fiordaliso, insieme all'Associazione Guide e Scouts Cattolici Italiani (AGESCI) e 17 cooperative regionali, riunite in una rete chiamata Scout Shop, produce e distribuisce prodotti di diverso tipo per attività scout:
- Scout Tech: attrezzatura da campeggio, trekking e vita all'aria aperta;
- Edizioni Scout/Fiordaliso: libri e riviste scout (ad esempio manuali o i libri di Baden-Powell);
- Marchio Scout: uniformi dell'AGESCI (oltre ai distintivi).

La Fiordaliso realizza questi prodotti secondo principi etici.
Il sistema costituito dalla Fiordaliso e dalle 17 cooperative regionali, con i loro 42 punti vendita, dà lavoro a circa 100 persone.